# Lanciano
Lanciano község (comune) Olaszország Abruzzo régiójában, Chieti megyében.

## Fekvése
A megye északi részén fekszik. Határai: Atessa, Castel Frentano, Fossacesia, Frisa, Mozzagrogna, Orsogna, Paglieta, Poggiofiorito, Rocca San Giovanni, San Vito Chietino, Sant’Eusanio del Sangro és Treglio.

## Története
Az ókorban a frentanusok alapították Anxanum néven. Alapítója valószínűleg az a Solimus volt, aki i. e. 1181-ben, a trójai háborúk után Aineiásszal Itáliába menekült. A frentanusok idején az itáliai görög telepesek érdekszférájába tartozott, majd a szamnisz háborúk során Róma szövetségese lett. Ennek eredményeképpen municipiumi rangot kapott és a Pescarát Apuliával összekötő út egyik fontos kereskedővárosa lett.
A legendák szerint a városban született Longinus római centurio, aki Jézus oldalába döfte lándzsáját. A város nevét is innen származtatják, hiszen a lanciano olasz nyelven lándzsát jelent. A Nyugatrómai Birodalom bukása után a várost előbb a gótok, majd 571-ben a longobárdok pusztították el. A longobárdok később újjászervezték a települést, megépítették erődítményét is. 610-ben a bizánciak hódították meg, akik a Teatei Hercegséghez csatolták.
A 8. században a frankok hódították meg, akik a Spoletói Hercegséghez csatolták. 1060-ban a normannok érkezésével a Szicíliai Királyság része lett. 1340-ben a mai Abruzzo legnépesebb települése volt 6500 lakossal. Kiváltságai között szerepelt, hogy kikötőjének bevételeiből a vatikáni bazilikát támogatta. Többször is háborúban állt a szomszédos Ortonával. A 17. századtól nemesi birtok volt. 1799-ben támogatta a tiszavirág-életű Parthenopéi Köztársaságot. 1860-ban az egyesült Olasz Királyság része lett.

## Népessége
A népesség számának alakulása:

## Főbb látnivalói
- Santa Maria del Ponte-templom – nevét a hídról kapta, melyre épült. Egy 8. századi Szűzanya szobrot őriz, amely a bizánci ikonrombolás idején került ide.
- Santa Maria Maggiore-templom – 1227-ben épült, majd 1540-ben barokkosították.
- San Francesco-templom – 1258-ban épült egy 7. századi templom alapjaira
- Sant’Agostino-templom – 1270-ben épült
- Torri Montanare – a 11. században épült városfalak maradványa
- Porta San Biagio – a város egykori kilenc kapujának egyike.

## Testvérvárosa
- Qala, Málta (2005) valamint Visegrád, Magyarország (2006)